# Antony Dupuis
Antony Dupuis (ur. 24 lutego 1973 w Bajonna) – francuski tenisista.

## Kariera tenisowa
Jako zawodowy tenisista Dupuis występował w latach 1992−2013.
W przeciągu całej swojej tenisowej kariery wygrał 1 singlowy turniej rangi ATP World Tour, w 2004 roku na kortach w Mediolanie, pokonując w finale Mario Ančicia. W roku 2001 był finalistą zawodów w Monachium, gdzie w finale ostatecznie przegrał z Jiřím Novákiem.
W grze podwójnej Francuz ma w swoim dorobku tytuł razem z Michaëlem Llodrą na kortach w Long Island z 2004 roku. W finale francuska para zwyciężyła z deblem Yves Allegro−Michael Kohlmann.
Najwyżej sklasyfikowany w rankingu singlistów był na 57. miejscu we wrześniu 2001 roku, z kolei w zestawieniu deblistów w kwietniu 2006 roku zajmował 147. pozycję.

### Finały w turniejach ATP World Tour
| Legenda                       |
| Wielki Szlem                  |
| Tennis Masters Cup            |
| ATP Masters Series            |
| Igrzyska olimpijskie          |
| ATP International Series Gold |
| ATP International Series      |

#### Gra pojedyncza (1–1)
| Końcowy wynik | Nr | Data           | Turniej   | Nawierzchnia    | Przeciwnik  | Wynik finału         |
| ------------- | -- | -------------- | --------- | --------------- | ----------- | -------------------- |
| Finalista     | 1. | 6 maja 2001    | Monachium | Ceglana         | Jiří Novák  | 4:6, 5:7             |
| Zwycięzca     | 2. | 15 lutego 2004 | Mediolan  | Dywanowa (hala) | Mario Ančić | 6:4, 6:7(12), 7:6(5) |

#### Gra podwójna (1–0)
| Końcowy wynik | Nr | Data             | Turniej     | Nawierzchnia | Partner        | Przeciwnicy                   | Wynik finału |
| ------------- | -- | ---------------- | ----------- | ------------ | -------------- | ----------------------------- | ------------ |
| Zwycięzca     | 1. | 29 sierpnia 2004 | Long Island | Twarda       | Michaël Llodra | Yves Allegro Michael Kohlmann | 6:2, 6:4     |